# Chiesa della Trasfigurazione di Nostro Signore Gesù Cristo (Breno)
La chiesa della Trasfigurazione di Nostro Signore Gesù Cristo, anche nota come chiesa del Santissimo Salvatore, è la parrocchiale di Breno in provincia di Brescia. Risale al XVI secolo.

## Storia

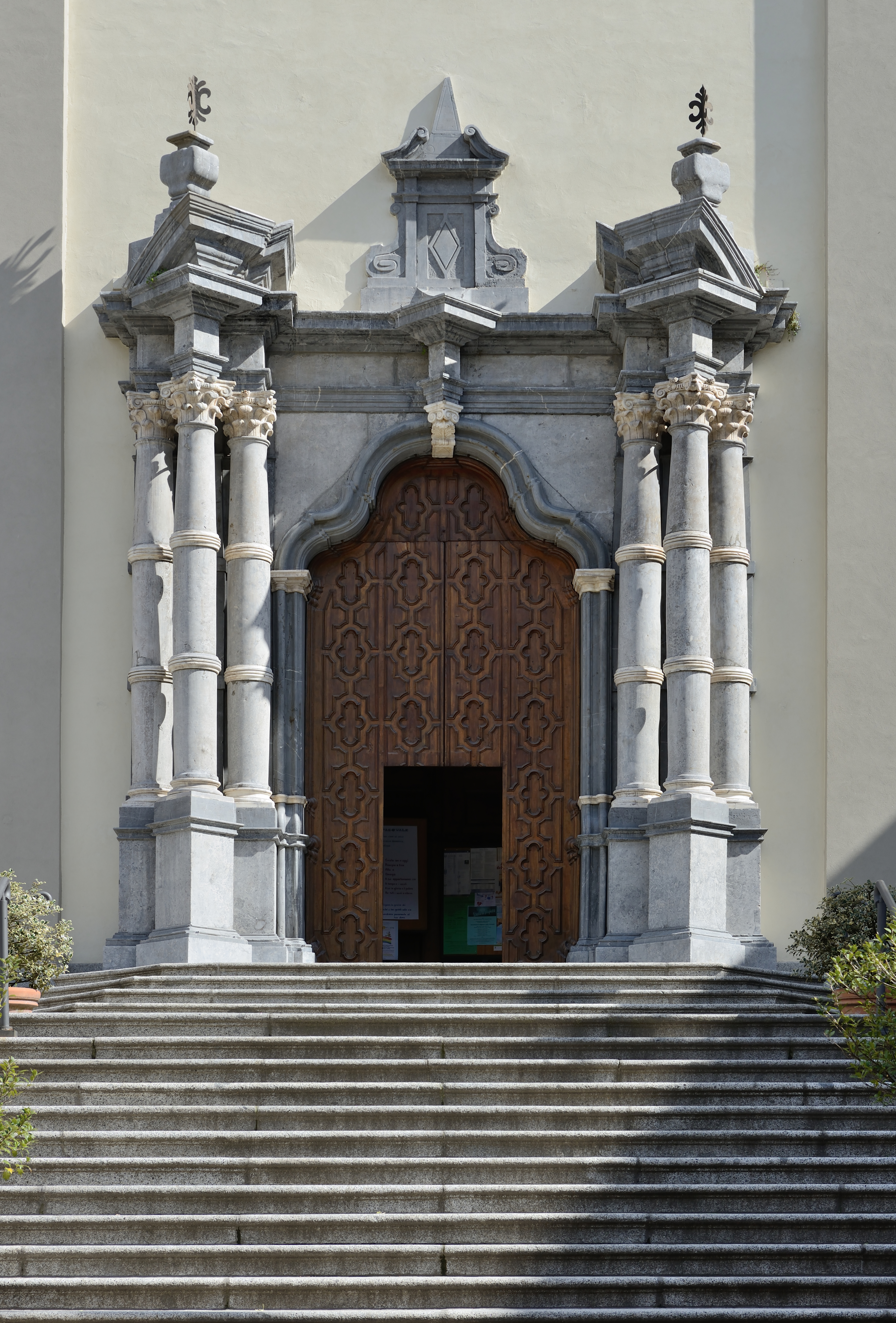
Il portale barocco della chiesa parrocchiale di Breno.

L'edificio della chiesa di Breno è esistente dal XVII secolo. La fabbrica venne aperta nel 1633 e circa venti anni dopo fu chiusa. Alla data del 1689 vennero documentati interventi per ultimare la torre campanaria ed il sagrato mentre la solenne consacrazione venne celebrata durante la visita pastorale del vescovo di Brescia Gianfrancesco Barbarigo nel 1716.
All'inizio del XVIII secolo, subito dopo la consacrazione, vennero realizzati interventi di ristrutturazione e fu costruito il monumentale portale barocco. Nella seconda metà del secolo venne risistemato l'accesso del sagrato con la costruzione della nuova grande scalinata.
Durante la prima metà del XIX secolo alla torre campanaria venne rinnovato il concerto con cinque nuove campane e fu restaurata la copertura a cupola. Nella seconda metà del secolo il coro venne ampliato anche con l'erezione della grande cupola, si arricchirono le decorazioni con dorature a varie parti dell'interno, venne costruito l'organo nella cantoria e la chiesa fu dotata di illuminazione elettrica.
Durante il XX secolo la facciata venne definitivamente sistemata con il rifacimento della grande finestra e la creazione di una scenografica balaustra a separare la scalinata dal resto del sagrato. 
A partire dagli anni sessanta il concerto delle campane fu completamente rinnovato e ne venne elettrificato il movimento, inoltre fu rivista la copertura della torre, fu installato l'impianto di riscaldamento e si procedette con un'opera di restauro delle parti decorative.
Gli ultimi interventi si sono conclusi nel 1997, e hanno riguardato la pavimentazione della sala e con la sistemazione del sagrato.

## Descrizione
La facciata della chiesa è caratterizzata da un maestoso portale e, accanto all'edificio, l'elegante torre campanaria è opera di Antonio Tabù.
L'interno è a navata unica. La sala conserva l'Annunciazione di Giovanni Mauro Della Rovere sopra la cantoria, la Flagellazione di Callisto Piazza al di sotto della quale è la scultura in legno Compianto di Cristo, di Beniamino Simoni.